# 日雇い派遣
日雇い派遣（ひやといはけん）、登録型派遣、スポット派遣とは一時雇用のひとつで、一日単位または三十日以内の期間を定めて雇用（日雇い）する派遣労働。電話、ファクス、メールなどで派遣元からの指示を受け、直接派遣先に出向いて就労する。
2004年の労働者派遣事業の適正な運営の確保及び派遣労働者の就業条件の整備等に関する法律（労働者派遣法）の改正により、人材派遣会社の業務範囲が拡大したことで発生した。就職氷河期の最中、景気の低迷により有効求人倍率が1.0を割り込む（競争率が1.0を超える）一方で、低賃金労働者の需要が高い社会背景に加え、携帯電話の個人普及率の高さが生み出した就労形態である。
働く日付や日数を自分で選択できる自由な労働形態とされる一方で、他に働き口や最低限の生活費を確保する手段がない者にとっては派遣元からの連絡が生命線であることから、ネット上では「人材派遣会社の奴隷」などと揶揄される。人材派遣会社の好況に反して待遇の悪いままの派遣労働者が多いことと相まって、しばしば格差社会の象徴として取上げられる。労働条件の悪い派遣労働者を揶揄した蔑称にワンコールワーカー (one call worker, 和製英語)があり、「電話一本で呼び出される労働者」という意味である。
手軽な登録と利用者のライフスタイルに融通が利きやすいことから会社員の副業、学生、主婦、定年退職後の高齢者、自営業者等幅広い層が利用している。また、何らかの理由により親元を離れた若年層や、家賃を払えずにアパートを退去させられた失業者が、漫画喫茶・ネットカフェなどで寝食しながら「日雇い派遣」を利用することもある。
「ネットカフェ難民の原因となっている」「若者が不安定な雇用のもとにある」などといった社会的批判の高まりや、グッドウィルやフルキャスト等、業界大手企業の相次ぐ法令違反により、民主党政権下の2012年に法改正がなされ、日雇い派遣は一部業種を除いて法律で禁止された。

## 規制
日雇い派遣は、「労働者派遣法施行令第4条で定める業務」「60歳以上」「雇用派遣の適用を受けない学生（いわゆる昼間学生）」「世帯収入が500万円以上」「主収入が500万円以上の者が副業として従事する場合」といった場合を除いて禁止となった（派遣法第35条の4、派遣法施行令第4条）。

労働者派遣法施行令第4条で定める業務

1. 情報処理システム開発
2. 機械設計
3. 電子計算機やタイプライターの機器操作
4. 通訳、翻訳、速記
5. 秘書
6. ファイリング
7. 調査
8. 財務
9. 貿易
10. デモンストレーション
11. 添乗
12. 受付・案内
13. 研究開発
14. 事業の実施体制の企画、立案
15. 書籍等の制作・編集
16. 広告デザイン
17. OA インストラクション
18. セールスエンジニアの営業、金融商品の営業

## 労働形態

### 職種
一般的には、派遣元に登録した者が希望する日に応じて、数日前～前日に電話・メールで派遣先の情報が伝達される。労働者は指定された派遣先に出向き、派遣先の指示に従って就労する。外形的には労働者派遣法に基づく一般派遣労働であるが、労働条件について派遣労働、日雇い双方の問題に加えワンコールワーカー独特の問題もあわせ持つ不安定な雇用形態である。
人材派遣会社によっては「スポット派遣」・「スポットワーク」・「単発」などの名称を使用する。またスポット派遣の現場以外にも、同じ派遣先に一定期間続けて勤務する「定番勤務」（レギュラー派遣あるいは単にレギュラーとも呼ばれる）という形態もある。この場合はある程度安定し、まとまった収入を得ることができる。
ワンコールワーカーに与えられる仕事は、簡単な倉庫・工場内作業や資材搬入の手伝いなど、特別な熟練を要しないが重量物の運搬などで体力を要する単純労働（ブルーカラー）が多く、事務作業などのホワイトカラーはほとんどない。ただし労働者派遣事業者では、求人誌・サイトなどでそうした単純労働の形態自体を「軽作業」と称する場合もあるため、重量物の運搬を含む「力仕事」であっても一律に「軽作業」扱いとされているケースもある。勤務先によっては、交通量調査のようにあまり体力を要しない戸外の軽作業もあるが、業務の必要上、雨天でも中断できないため、天候によって条件の良し悪しが変動する。また、コールセンターやデータ入力などオフィス勤務が多い人材派遣会社や、レジ打ちや、各種販売店などでの接客を得意分野とする人材派遣会社もあった（数時間の研修のあと一日単位で勤務する）。
別の会社の正社員（名ばかり正社員的な）や常用バイトとして就労している労働者が、そこで支給されている給料が生活する上で足りない場合や、将来のために貯蓄する目的で副業として従事する例も多い。なお、公務員以外の副業に関しては、正業に著しく悪影響を与える場合を除き、法律上は禁止されていない。
また仕事の有無は時期によって左右され、年度末間際の2月～3月には転勤・就職・進学で引越しの需要が急増するため、この間には一時的に募集が増えることもあるが、派遣元の勤務評価によりかなり個人差が激しい傾向にある。定番勤務でなければ閑散期には何日も仕事に就くことができないこともあり、自由にスケジュールが組める反面、時期によって得ることのできる賃金の波が激しくなる傾向にある。
しかし、日雇い派遣労働は特別な技能を必要としない単純労働がほとんどであるため、複数の派遣企業に登録することも容易であり、「一つの派遣企業の他に働き口がない」という状況にはなりにくい。また、企業側から見てもその多くは季節労働者など正社員に任せ辛い労働が多い。

### 賃金支払い
特別な資格や経歴などがない人でも手軽に勤務できる上、賃金の支払日が週に1日〜3日、または週払いの場合もあるため、正社員と異なり労働に対する賃金を速やかに受け取れるメリットがあり、生活費の枯渇する心配が軽減できる。派遣会社によって若干の差があり、中には「毎週木曜日に締め、翌週金曜日に振込で支払う」といったケースもある。
ただし2010年前後より、派遣会社の手間を省くため月払振込に変更する企業も一部で見られ、それに伴う急激な変化への対応策として、さくら情報システムの即給、三菱東京UFJ銀行のフレックスチャージ、東京都民銀行の前給のような、いわゆる仮払いサービスを導入するなどしているところも見られる。当然、本来の支給日には仮払いで受け取った金額とその手数料分が控除された残額のうち、税金や諸経費をさらに控除した金額が支給される形となる。
しかし、基本的に鉄道の運賃、高速道路の通行料、駐車料金などの交通費は支給されない（特例として、遠方での勤務に入った場合に一部だけ支給されることはある）。また集合場所から勤務地までの距離が著しく離れている場合、集合時間が実際の業務開始の1時間～2時間以上前となる場合もあるが、その間の給与は出ない。派遣会社によっては事前の仕事内容の説明がいい加減な場合もある。派遣先がさらに再派遣をする場合もよくあるが、これは違法な多重派遣である。

### 社会保険
日雇い派遣労働者の場合も、「日雇手帳」のような社会保険制度が適用される。しかし国や派遣会社からの周知が徹底されていない。

## 評価

### 利点
- 労働者自らが日雇いの仕事を探す手間が少なくなる。
- 職務内容は日雇い労働者が行うものと共通することが多いが、日雇い労働者用の職業斡旋所に通う必要がない。
  - 派遣先企業も雇用のための手続きが簡略である。
- 賃金については、大抵の場合一般の日雇いと比べ低いということはない。
- 会社によって異なるが、既往の労働に対する賃金を速やかに受け取ることができる。
  - 月払い（月1回払い）だけでなく、月3回払い（毎月10日、20日、月末払い）、週払い・日払い（勤務日の翌営業日以降の支払い）や一部の仮払いに対応する会社もあり、こまめに受け取ることで必要最低限の生活費（家賃、光熱費、食費など）が枯渇する不安を軽減できる。

### 問題点
- 派遣会社・派遣先に係るもの
  - 派遣労働者と派遣先労働者の賃金・待遇格差（ただし、日雇い労働者の仕事は派遣先の労働者の仕事と異なることが多い）
  - 労働者に対する仕事の内容が直前まで不明、または曖昧なままで正確に説明されない（派遣先の会社名や職種すら説明しないこともある）
    - 特に、ブルーカラー全般の仕事に対する内容を十分に説明してこない場合もある。
    - 派遣会社によっては、労働者への連絡が通話による口頭での指示しかなく、メールによる連絡がない場合もある。

  - 使用者および派遣先企業の負うべき責任の所在が不明確になる。
  - 派遣元による派遣手数料（データ装備費など）がかかり、その分が賃金から差し引かれる。
  - 交通費や駐車料金などがほとんど補助されない。
- 日雇い全般に係るもの
  - 安定した収入が確保できない（時期や地域によって仕事量が変動するため、ないときには1ヶ月位就労できない場合がある。）
  - 賃金の支払日が完全に統一されておらず、派遣会社によってばらつきがある（早ければ就労日の翌営業日に受け取れる場合もあるが、遅い場合だと就労日の2週間以上後まで受け取れない場合もある）。
  - 賃金の支払いが手渡しのみで口座振込に対応しない場合もあり、この場合は派遣会社の支店に取りに行かなければならず、取りに行くために別途交通費と時間を要する。
  - 賃金が手渡しの場合、仕事が終わった後では賃金を受け取りに行くための時間を割けない場合もあるため、状況によっては受取日（平日）をまる1日空ける必要もある。
    - 賃金が振り込みで受け取れるとしても、派遣会社で指定する（派遣会社と取引のある）都市銀行や信用金庫などで本人名義の口座を開設する必要があり、あらかじめ労働者自身で開設した地方銀行やゆうちょ銀行の口座では対応しない場合もある。

  - 職業経験が身につかない。職務経験としての評価はゼロ同然なため、一度この身分に陥ると転職の障害となる。
  - 社会保険等生活保障の制度が不十分。収入が不安定なため国民年金未加入率が高い。
- ワンコールワーカーに係るもの
  - 仕事の選択権または拒否権が存在せず、事前に就労内容を意図的に説明しないこともある。就労内容の詳細を調べ検討する権利を侵害する行為であり、これによって今後の斡旋を渋るなど、労働者に不利益な待遇を与えることは違法である。
  - 仕事内容により賃金が変動する場合など、場合によっては賃金すら不明である。
  - 派遣元が「男性の髭は禁止なので髭を剃るように」「何歳まで」など、事前に容姿や服装などの条件を説明しないまま現場へ派遣するため、当日になって派遣先が「髭を生やしているから駄目」「男性の染髪や長髪も駄目」「高齢だから駄目」など、見た目だけを理由にその日の仕事を断るケースがあったり、仕事がうまくできないと業務を途中で止めさせ退勤を命じることがあり、給料が一部しかもらえなかったり全くもらえないなどのトラブルになる場合がある。
  - 会社によっては外見情報をデータベース内に登録しているケースもあった（フルキャストホールディングス#さまざまな事件も参照）。
  - 就業時にあらかじめ決められたタイミング（前夜の就業内容再確認時、起床時、出発時、集合場所や現場への到着時、退勤時など）で、頻繁にオフィスに電話連絡または専用サイトへアクセスし、随時存在を報告しなければならない。
    - これをうっかり忘れると場合によっては無断欠勤とみなされ減給等の厳しい処分が下る。労働者側から見れば厳密な意味でのワンコールにはなっていないため、注意を要する。ただし、集合場所への到着、現場への到着については点呼係を置き一括して行うところもある（主に人数の多い現場など）。

  - パソコンのメールや固定電話では迅速な連絡ができず、携帯電話またはスマートフォンのメール・通話を必須としているため、料金面で若干の負担を強いられる。連絡先となる派遣会社の電話番号はほとんどがフリーダイヤルでない上、メールの送受信および管理用のウェブサイトへ頻繁に接続する必要もあるためパケット通信料がかさむ（スマートフォンと仮想移動体通信事業者（MVNO）の普及や定額プランの拡充により、通信料についてはかなり改善が図られている）。
    - 全国展開している派遣会社では、アデコやパソナ、ランスタッドの旧フジスタッフ支店を継承した拠点、地域型の派遣会社としてはリトルシーズサービスのようにフリーダイヤルを設置している事業社もあることはあるが、そうでない企業が多い。ランスタッドの場合、厳密な意味では旧・フジスタッフを継承したスタッフィング第1事業本部管轄のオフィスに設置されており、スタッフィング第2事業本部が管轄する旧アイラインから移行した拠点は、第1・第2の共管となっている旧フジスタッフ支店と統合されたオフィスを除き設置されていない。
    - スタッフ用にはクライアント用と別の電話番号を設定することもある。電話帳に記載の番号がある場合は、概ねクライアント（仕事を依頼する企業）用の番号で、スタッフ用の番号が別にある場合はそれを電話帳に掲載しないケースが多い。事業所担当者が電話に出る際の対応を変える会社も一部で存在し、かつてのグッドウィルでは、クライアント用電話番号にかけたスタッフを叱責するケースもあった。